# いも作くん
いも作くん（いもさくくん）はかつて明治製菓から販売されていたサツマイモの形をした菓子。サツマイモ味のクッキーをチョコレートがつつみこんでいた。

## 歴史
1985年に発売された。販売終了されたのち、2005年に復刻されたことがある。